# نبرد سه پادشاه (فیلم)
نبرد سه پادشاه (اسپانیایی: La batalla de los tres reyes‎) یک فیلم درام تاریخی ماجراجویی اسپانیایی-روسی-ایتالیایی-مراکشی به کارگردانی سهیل بن برکه است که در سال ۱۹۹۰ منتشر شد.

## بازیگران
- ماسیمو گینی در نقش ابو مروان عبدالمالک یکم
- فرناندو ری در پل پنجم
- آنخلا مولینا
- اف. موری آبراهام
- اوگو تونیاتسی
- کلودیا کاردیناله
- ایرنه پاپاس
- هاروی کایتل
- سوآد آمیدو
- اُلگار فدرو
- سرگئی باندارچوک